# Azul (настільна гра)
Azul — абстрактна стратегічна настільна гра, розроблена Міхаелем Кісслінгом та випущена компанією Plan B Games у 2017 році. Заснована на португальських кахлях, відомих як азулежу, у грі Azul гравці збирають набори плиток одного кольору, які розміщують на своїй ігровій дошці. Коли ряд заповнюється, одна з плиток переміщується у квадратний візерунок на правій стороні дошки гравця, де вона приносить очки залежно від розташування щодо інших плиток на дошці.
В Україні офіційним дистриб'ютором гри є компанія Бельвіль.

## Ігровий процес

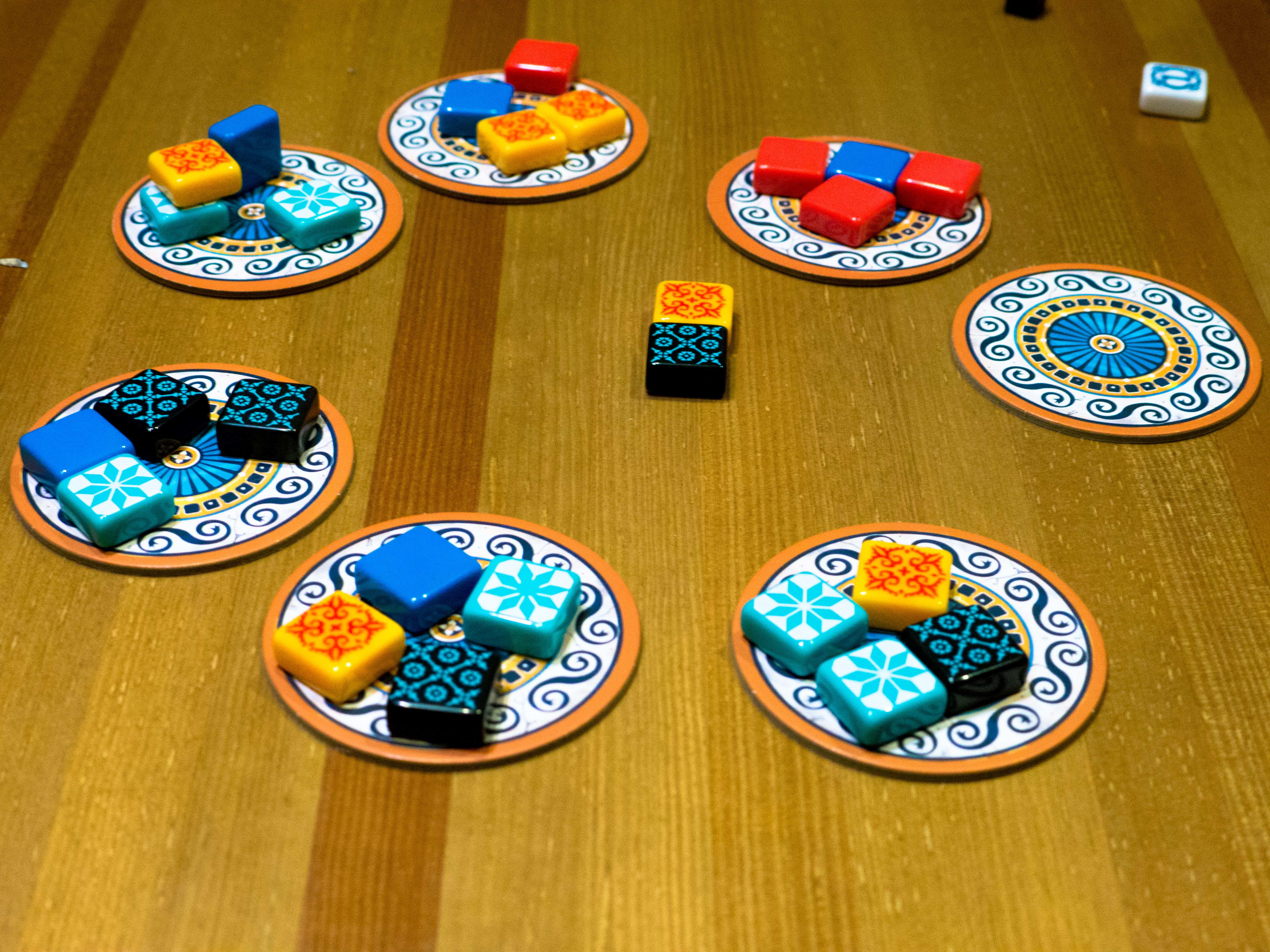
Резервуари для плиток. Коли плитки одного кольору беруться з будь-якого з картонних дисків, залишки плиток на цьому диску переміщуються в центр.

У грі беруть участь від двох до чотирьох гравців, які збирають плитки, щоб заповнити ігрову дошку розміром 5x5 клітин. Гравці збирають плитки одного кольору з резервуара або з центру столу та розміщують їх у ряді, по черзі, доки всі плитки цього раунду не будуть забрані. Після цього одна плитка з кожного заповненого ряду переміщується на 5x5 дошку кожного гравця, тоді як інші плитки в заповненому ряду відправляються на скид. Кожна плитка приносить очки залежно від розташування щодо інших плиток на дошці. Раунди продовжуються, доки хоча б один гравець не створить ряд плиток через всю свою дошку 5x5. Додаткові очки нараховуються наприкінці гри за кожен завершений ряд або стовпець, а також за кожен випадок зібрання всіх п'яти плиток одного кольору.
Базова гра визначає, куди класти плитку кожного кольору на дошці гравця, тоді як у просунутій версії гравцям дозволено розміщувати їх де завгодно.

## Відгуки
Кіт Ло, пишучи для Paste Magazine, зазначив: «Тема не дуже пов'язана з ігровим процесом і не має значення для нього, але художнє оформлення просто фантастичне і… додасть Azul багато привабливості на ринку, де, можливо, видавці не приділяють стільки уваги цьому аспекту маркетингу».
Нейт Андерсон з Ars Technica охарактеризував її як «ідеальною грою вихідного дня, або грою, що відкриває вечір, або сімейною грою». Wirecutter зазначив, що гра має «трохи складні правила», але є «легкою у грі» з «прекрасним художнім оформленням».
Емілі ВанДерВерф, пишучи для Vox, зазначила: «Azul зробила стрибок з кіл хардкорних любителів на полиці Target та інших магазинів, де її можуть купити бабусі для своїх онуків…абсолютно кожен аспект гри відразу зрозумілий та приємний — навіть відчуття плиток у руках».

## Нагороди та номінації
Azul отримала низку нагород та численні номінації:
- 2018 Spiel des Jahres[11][12]
- 2018 Origins Award за найкращу сімейну гру та нагороду глядацьких симпатій[13]
- 2018 Dice Tower Award за найкращу сімейну гру[14]
- 2018 As d'Or — Переможець гри року[15]
- 2018 Сертифікація Mensa Select[16]
- 2017 Номінант Meeples' Choice[17]
- 2017 Переможець Cardboard Republic Architect Laurel[18]
- 2017 Golden Geek за найкращу сімейну гру року[19]
- 2017 Golden Geek за найкращу настільну гру року (друге місце)[19]
- 2018 De Nederlandse Spellenprijs — Переможець гри року.

## Сиквели та серіяAzul

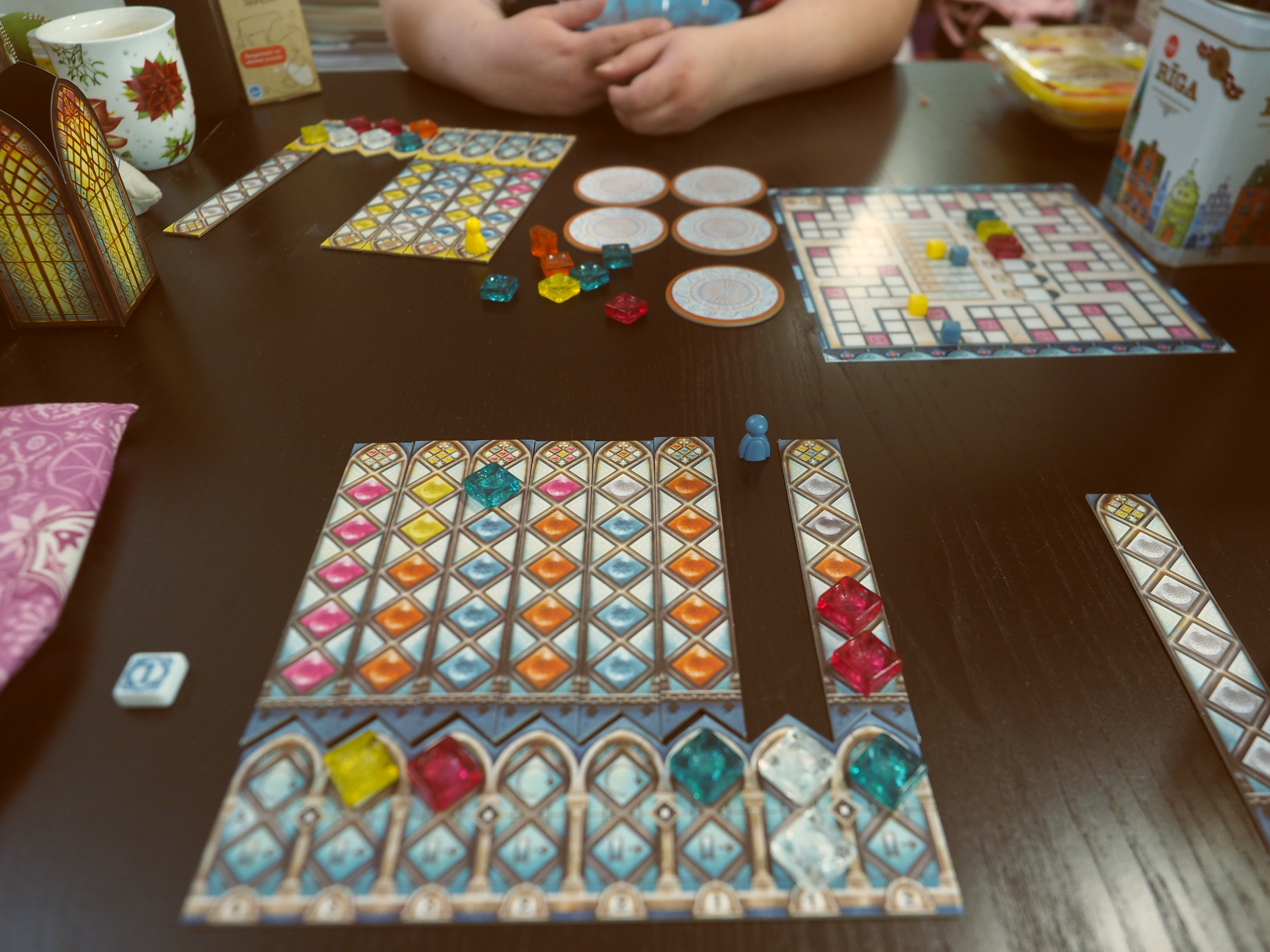
Гра Azul: Вітражі Сінтри на двох гравців під час гри.

У кінці 2018 року компанія Plan B Games випустила другу гру серії — Azul: Вітражі Сінтри, яка використовувала той самий механізм вибору плиток і вимагала від гравців створення вертикальних візерунків на двосторонніх вітражних панелях на ігрових дошках. До гри було додано фігуру руху, яка накладала додаткові обмеження на те, яку панель гравець може заповнити в кожному ходу, що додало грі складності.
Третя гра серії, Azul: Літній павільйон, була випущена в кінці 2019 року. Вона знову використала той самий механізм вибору плиток, але додала «дикий» колір, який змінювався від раунду до раунду, і гравці збирали плитки у формі ромбів для створення зіркових візерунків. Лія Вільямс з Kotaku похвалила компоненти, стратегію, доступність і залученість, але критикувала масштабованість для великих компаній.
Четверта гра, Azul: Сад королеви, була випущена у 2022 році. Вона найбільше відрізняється від своїх попередників і містить суттєво змінений варіант оригінального механізму вибору плиток, а також значно збільшила складність зіставлення візерунків — тепер гравці використовують шестикутні плитки з комбінаціями кольорів і символів, які можуть бути окремо зіставлені для отримання очок. Огляд на Lautapeliopas похвалив повторюваність, чарівність та компоненти гри, попри критику теми та взаємодії.
У серії було випущено два доповнення: Azul: Кристалічна мозаїка, доповнення до оригінальної гри; та Azul: Глазурований павільйон, доповнення до Літнього павільйону. У 2022 році було випущено обмежене видання гри з темою кондитерських виробів під назвою Azul: Майстер шоколаду. Також існує окрема гра 5211: Azul, яка перевтілює абстрактну карткову гру 5211 у стилі оригінальної Azul.